# Ỳ
Ỳ (lub mała litera ỳ) jest literą rozszerzonego alfabetu łacińskiego. Litera składa się z litery Y, nad którą jest grawis. Jest obecnie używana w języku wietnamskim jako tona głosu litery y.